# Obila simpliciata
Obila simpliciata är en fjärilsart som beskrevs av W. Warren 1905. Obila simpliciata ingår i släktet Obila och familjen mätare. Inga underarter finns listade i Catalogue of Life.